# Dalia Mogahed
Dalia Mogahed (né en 1974) est une chercheuse américaine d'origine égyptienne et directrice de recherche à l'Institute for Social Policy and Understanding (ISPU) à Washington DC.  

## Biographie
Dalia Mogahed est membre de l'Advisory Council on Faith-Based and Neighborhood Partnerships, un conseil consultatif d'associations religieuses et laïques auprès du président des États-Unis.  
Américaine d'origine égyptienne, elle est la directrice exécutive du département des études islamiques de l'institut Gallup et, avec Dr Eboo Patel, la seconde membre de confession musulmane de ce conseil de 25 membres. 
C'est la première femme musulmane qui porte le voile dans l'administration Obama. 
Elle donna une conférence TED en avril 2012 expliquant les comportements ayant conduit au Printemps arabe, et une autre en février 2016.